# Juraj Loj
Juraj Loj (Pozsony, 1984. február 20. –) szlovák színész.

## Filmjei
Mozifilmek
- Tango s komármi (2009)
- x=x+1 (2009)
- Trhlina (2019)
- Sarlatán(wd) (Šarlatán) (2006)

Tv-sorozatok
- Ordinácia v ruzovej záhrade (2009)
- Nesmrtelní (2010)
- Bor, mámor, szerelem (Burlive Vino) (2021)
- Doktori (2014)
- Za sklom (2016)
- Sestricky (2019)
- Szlávok (Slovania) (2021)